# 4244 Захарченко
4244 Зах́арченко (4244 Zakharchenko) — астероїд головного поясу, відкритий 7 жовтня 1981 року в Кримській астрофізичній обсерваторії, що знаходиться в селі Научному.
Тіссеранів параметр щодо Юпітера — 3,171.